# アメリカ国家社会党
アメリカ国家社会党（アメリカこっかしゃかいとう、英語: National Socialist Party of America、略称：NSPA）は、アメリカ合衆国の政治団体。

## 党史
1960年代に勢力を拡大したアメリカ・ナチ党を母体とする。1967年に党首のジョージ・リンカーン・ロックウェルが暗殺されて副党首のマティアス・コールが後を継いだが、ロックウェルを信奉していたフランク・コーリンは神秘主義に傾倒するコールと思想的に対立し、1970年に離党してアメリカ国家社会党を結成した。
コーリンはイリノイ州シカゴに党本部を置き、マルケット公園で定期的に反アフリカ系アメリカ人のデモ活動を実施した。しかし、近隣住民からの抗議を受けたシカゴ当局は公園使用料として25万ドルをNSPAに請求し、納付されない限り公園でデモを行うことを禁止した。これに対してコーリンは、シカゴ当局からの制限を受けていない郊外のユダヤ系アメリカ人居住地区スコーキーでデモを行う許可を求め、イリノイ州最高裁判所はアメリカ合衆国憲法修正第1条に基きデモを許可した。

1977年にコーリンはスコーキーでデモ行進を実施することを公表した。しかし、スコーキーにはホロコーストの生存者が住んでいたため、ネオナチ団体であるNSAPとユダヤ防衛同盟との衝突を危惧したアメリカ自由人権協会はデモを止めさせるため裁判所に提訴した。裁判は合衆国最高裁判所まで続いたが、最終的には憲法修正第1条を理由にデモは許可された。
1980年のコーリンの逮捕（罪状は、少年への性的暴行）を機に解党した。